# دبکه

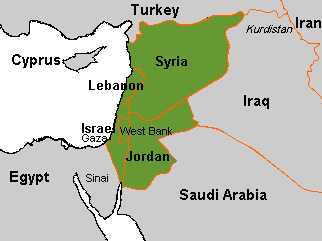
شام، خاستگاه دبکه

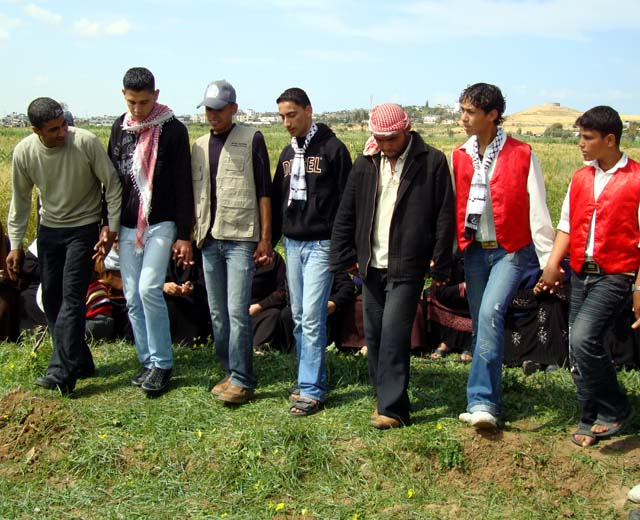
دبکه در غزه

دَبکِه (عربی: دبكة)، رقصی عربی و منشاء آن سرزمین شام ( اردن، سوریه،فلسطین، لبنان) است و به سراسر جهان معرفی شد. دراین پایکوبی گروهی سردسته یا چوپی متناوباً رو به تماشاگران و پایکوبان می‌کند.
جهت این رقص از سمت راست به چپ و از طریق نفر اول گروه رقصی هدایت می‌شود. این رقص‌ها بیشتر در مراسم شادی و جشن‌های عروسی رایج است.
کلمه دبکه در اصل به معنی کوپیدن سنگین پا بر زمین می‌باشد و در انگلیسی به معنی stamping of the feet می‌باشد.